# Lejkówka jadowita

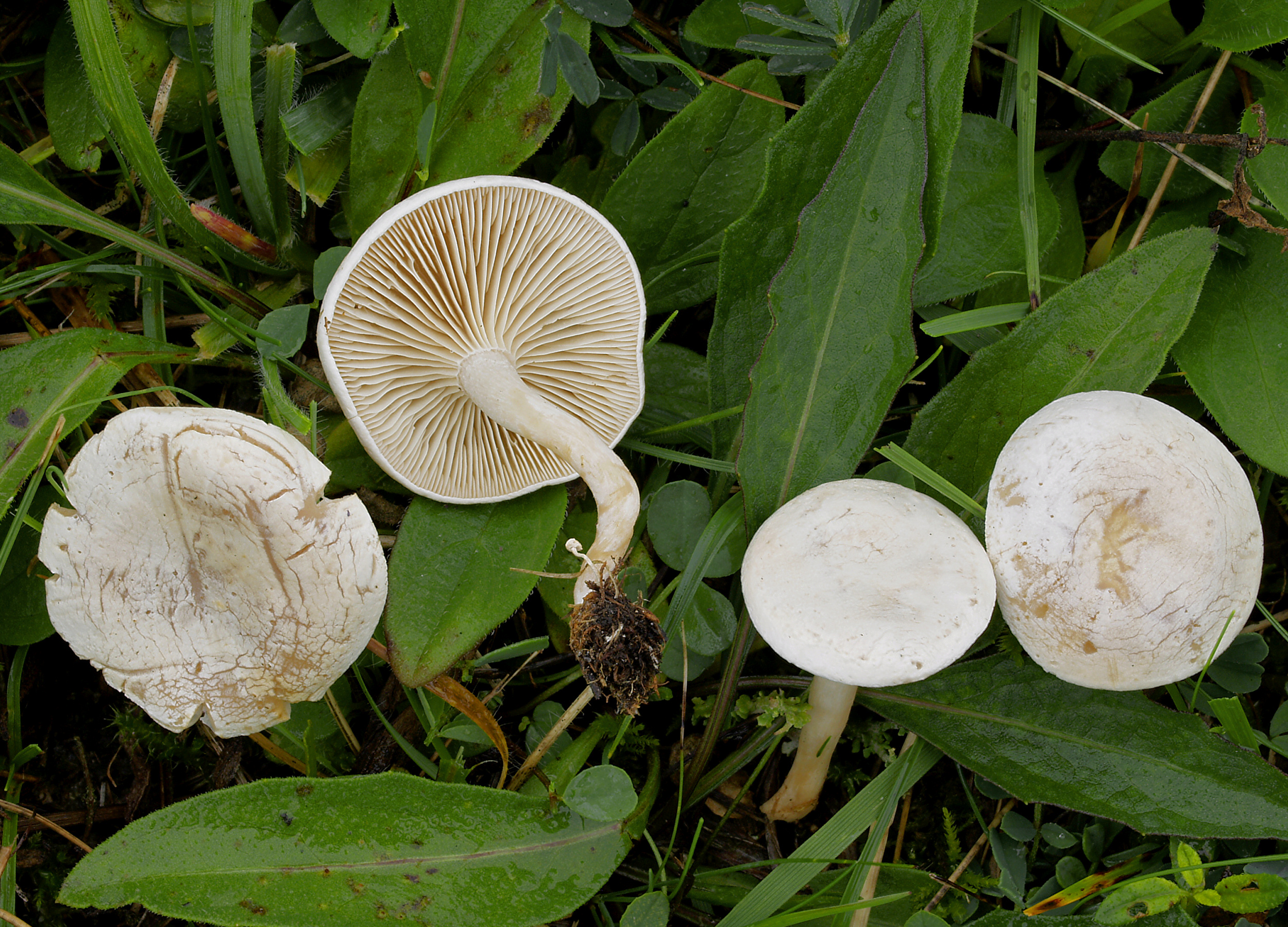
Charakterystyczne mięsiste plamy na kapeluszu

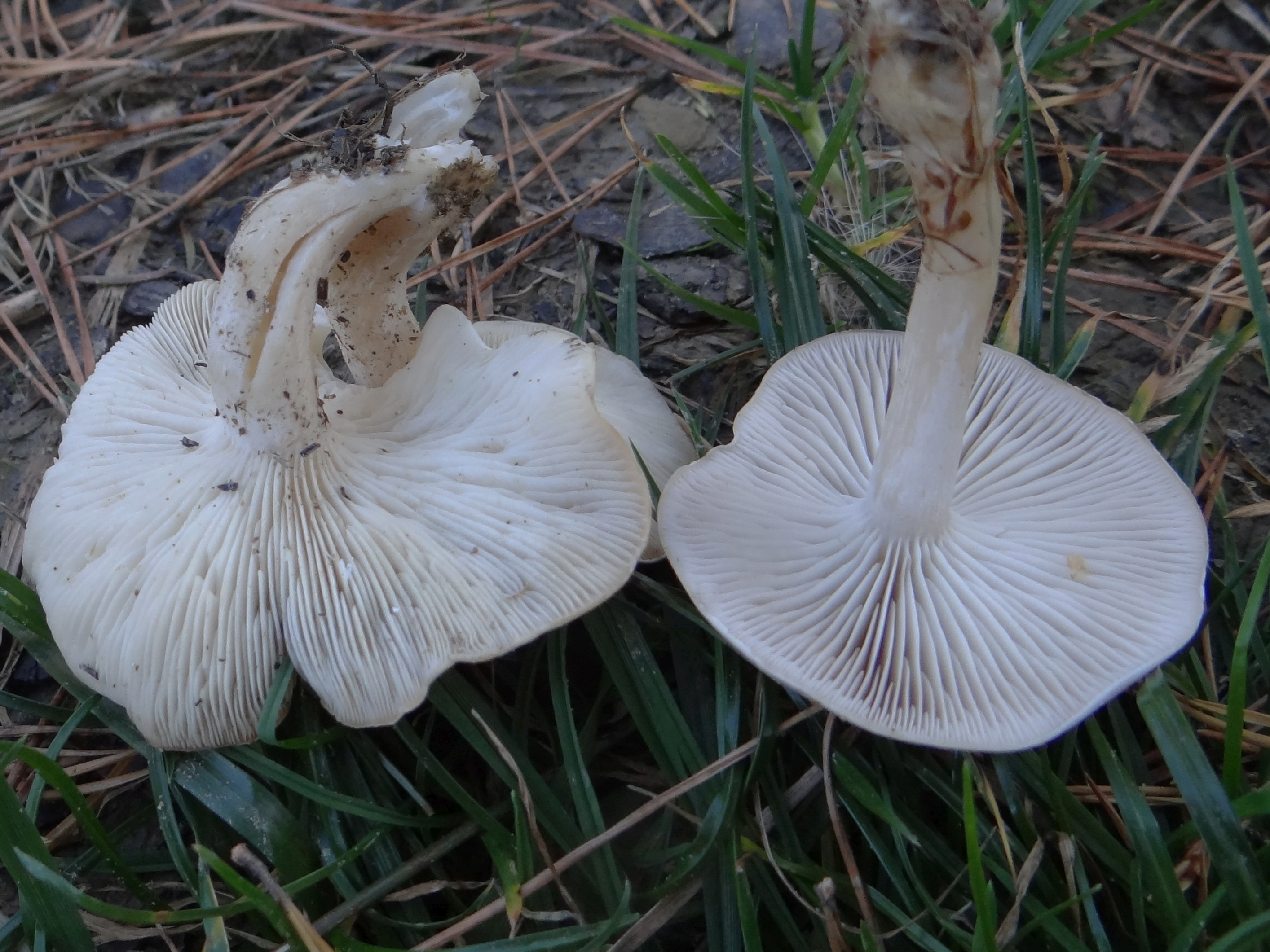

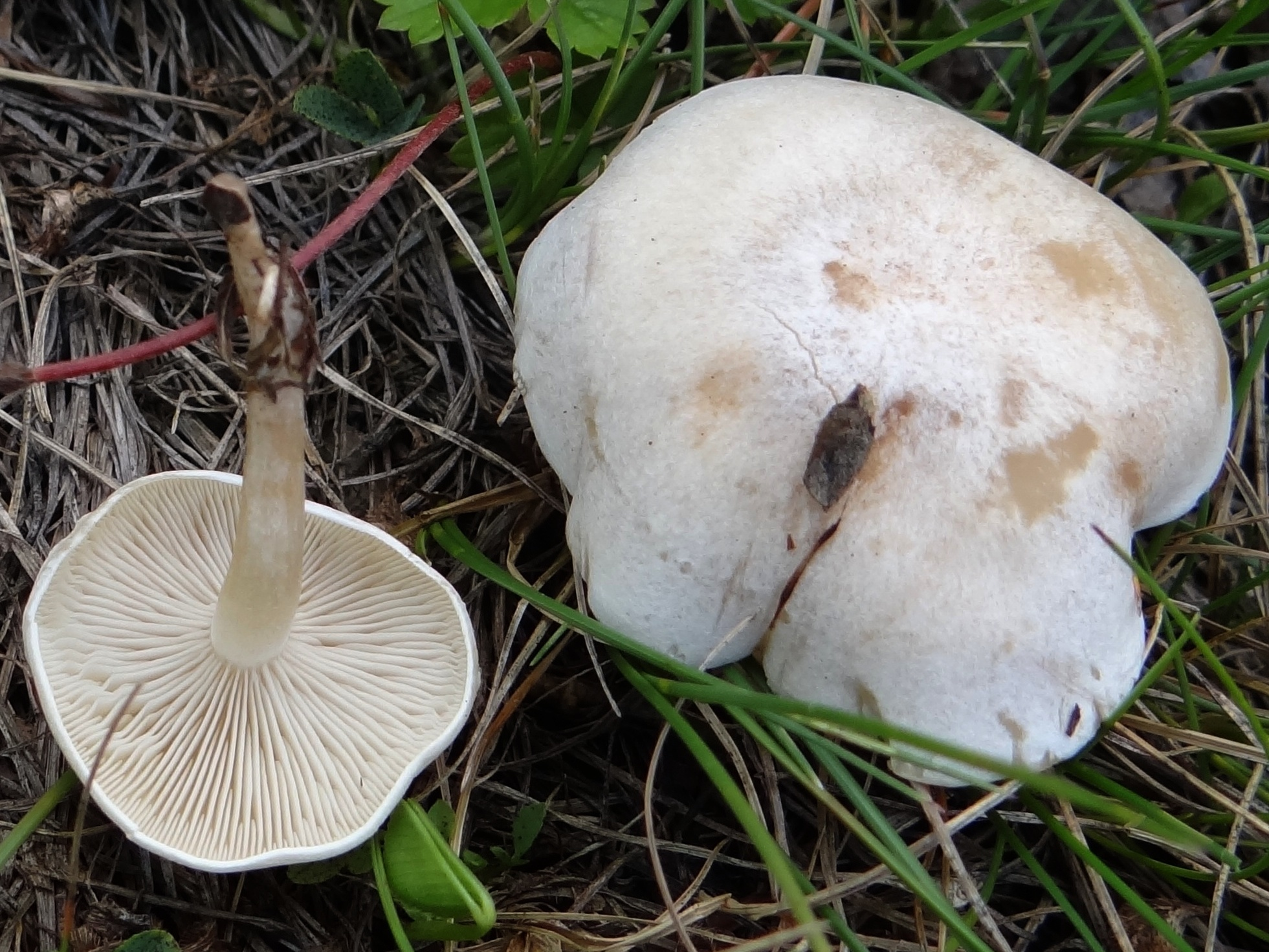

Lejkówka jadowita (Clitocybe rivulosa (Pers.) P. Kumm.) – gatunek grzybów należący do rzędu pieczarkowców (Agaricales).

## Systematyka i nazewnictwo
Pozycja w klasyfikacji według Index Fungorum: Clitocybe, Incertae sedis, Agaricales, Agaricomycetidae, Agaricomycetes, Agaricomycotina, Basidiomycota, Fungi.
Po raz pierwszy takson ten zdiagnozował w 1801 r. Persoon nadając mu nazwę Agaricus rivulosus. Obecną, uznaną przez Index Fungorum nazwę nadał mu w 1871 r. P. Kumm., przenosząc go do rodzaju Clitocybe. Synonimy naukowe:
- Agaricus rivulosus Pers. 1801
- Agaricus rivulosus var. neptuneus Berk. & Broome 1883
- Agaricus rivulosus Pers. 1801, var. rivulosus
- Clitocybe dealbata var. minor Cooke 1883
- Clitocybe dealbata var. rivulosa (Pers.) P. Kumm. 1871
- Clitocybe rivulosa var. gracilis Métrod 1939
- Clitocybe rivulosa var. neptunea (Berk. & Broome) Massee 1893
- Clitocybe rivulosa (Pers.) P. Kumm.2 1871 var. rivulosa
- Omphalia rivulosa (Pers.) Quél. 1886

Nazwę polską zaproponował Władysław Wojewoda w 2003 r. Synonimy polskie: lejkówka odbielona, lejkówka strumykowa. 

## Morfologia
Kapelusz
Średnicy 2–5 cm. Początkowo wypukły z podwiniętymi brzegami, później płaski, często z wgłębieniem pośrodku, a na dnie wgłębienia niekiedy mały garbek. Za młodu czysto biały, pokostowato oszroniony, później z koncentrycznymi strefami cielistymi, pod warstwą oszronienia na ogół bladocielisty; gładki, nagi. Bardzo charakterystyczne dla tego gatunku są mięsiste plamy na kapeluszu.
Blaszki
Najpierw białe, potem szarawobiaławe, gęste, ścieśnione, prosto przyrośnięte. Dość głęboko zbiegają na trzon.
Trzon
Wysokość 2–4 cm, grubość 4–6 mm, walcowaty, pełny, nieco włóknisty (podłużnie). Kolor biały do cielistego.
Miąższ
Biały, cienki, elastyczny, nie zmienia zabarwienia po przekrojeniu. Smak nieznaczny, zapach przypomina świeżo zmieloną mąkę lub świeżo piłowane drzewo.
Wysyp zarodników
Biały. Zarodniki elipsoidalne, gładkie, bezbarwne, o średnicy 4–5,5 × 2,5–3,5 µm.

## Występowanie i siedlisko
Najliczniej opisano występowanie tego gatunku w Europie, ale znany jest także w Ameryce Północnej i Afryce.
Owocniki pojawiają się od sierpnia do listopada, w miejscach trawiastych, na łąkach uprawnych, pastwiskach, polach, obrzeżach dróg lub na skraju lasów liściastych, także pod zaroślami w parkach. Występuje pojedynczo lub w małych grupach, dość pospolicie. 

## Znaczenie
Grzyb silnie trujący (zatrucia muskarynowe). Zawiera dość dużo muskaryny, trucizny działającej na nerwy. Objawy występują po upływie 1/4-4 godzin od zjedzenia. Objawy: silne pocenie, łzawienie, zaburzenia widzenia, wymioty, kolki żołądkowo-jelitowe. Silne zatrucie może spowodować śmierć. Zdarza się to jednak rzadko, głównie u ludzi z niewydolnością oddechową lub niedoczynnością serca. Pierwsze objawy zatrucia pojawiają się już po 15-30 minutach od spożycia grzybów i często mijają po 2 godzinach. Antidotum stanowi atropina.

## Gatunki podobne
- lejkówka biaława (Clitocybe candicans), która jednak na kapeluszu nie ma charakterystycznych przebarwień, a podstawa jej trzonu pokryta jest białymi strzępkami grzybni[5].
- lejkówka liściowa (Clitocybe phyllophila). Jest większa, jej blaszki słabo zbiegają i nie ma przebarwień na kapeluszu[5].